# Bautismos reales (España)

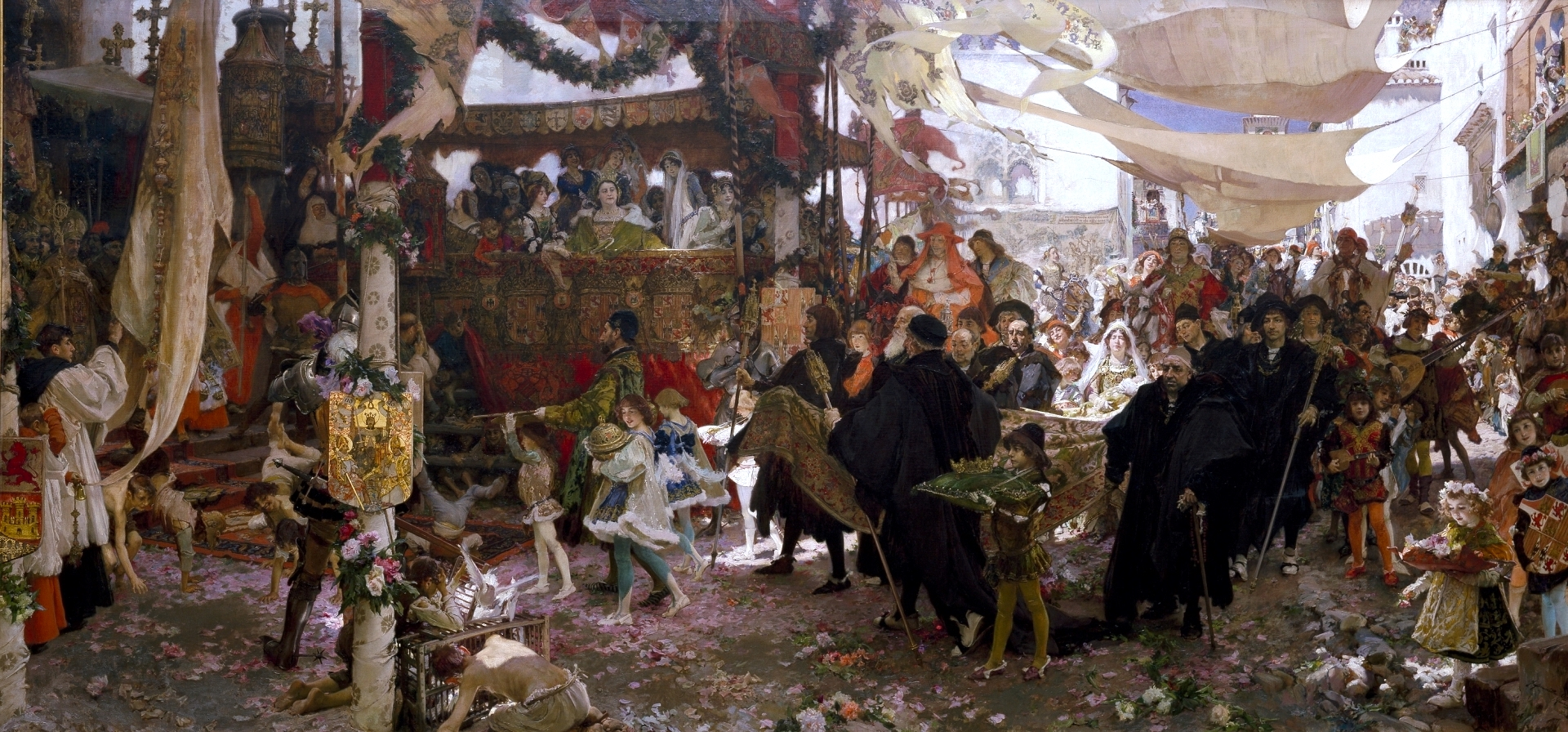
El cortejo del bautizo del príncipe Juan, primogénito de los Reyes Católicos, por Francisco Pradilla (1910).

Los bautismos reales en España eran ceremonias litúrgicas y palatinas en las que se administraba el bautismo, de forma solemne, a un vástago de la familia del monarca español. En la actualidad, se mantienen algunos elementos ceremoniales como el uso de agua del río Jordán o la Pila de Santo Domingo de Guzmán, pero en ceremonias más reducidas y privadas.

## Historia
El primer bautismo real del que se tienen noticias más precisas fue el del príncipe Juan, primogénito de los Reyes Católicos, celebrado en la catedral de Sevilla el 10 de julio de 1478. En este primer bautismo ya aparecen dos de los elementos más representativos de los bautizos reales españoles: el niño es portado hasta la pila en brazos de su aya, y se designan elevados personajes para llevar las insignias del bautismo en la procesión.
La incorporación de la Etiqueta de Borgoña en la corte española en el siglo XVI, enriqueció el ceremonial existente. Es en este siglo cuando quedan fijados algunos de los elementos que continuarán en vigor hasta 1931:
- Que el recién nacido sea llevado hasta la pila por un alto personaje de la corte o su aya;[Nota 2]
- Que las insignias del bautismo fueran llevadas por grandes de España.

El bautismo de Felipe II en Valladolid el 5 de junio de 1527, servirá de modelo para los grandes bautizos reales hasta el siglo XVII. Se construyó un pasadizo de madera elevado que llevaba desde el palacio donde habitaba la real familia hasta la iglesia de San Pablo, de modo que el pueblo pudiera observar el cortejo. En la iglesia se preparaba un estrado elevado (y doselado) a la misma altura que el pasadizo donde se colocaba la pila bautismal y se celebraba el bautismo.
Durante el siglo XVII los bautismos reales en Madrid se celebraron principalmente en tres lugares: la capilla del hoy destruido Real Alcázar de Madrid, o en el caso de tratarse del príncipe de Asturias en la iglesia de San Juan, cercana a este edificio y hoy también desaparecida, o la iglesia del convento de San Gil. En el caso de nacimientos fuera de Madrid, se realizaba en ese lugar, como por ejemplo, en la iglesia de San Pablo durante la capitalidad de Valladolid, en el Monasterio de El Escorial, el Palacio de Valsaín o hasta la en la colegiata de San Pedro en Lerma.

Cuando los bautismos se celebraban en la capilla del Real Alcázar, la procesión iba por las galerías del patio, que hacían la función que hacía el pasadizo elevado a las iglesias cercanas al palacio, la de permitir ser visto. En caso de que el bautismo se celebrase estando la corte de luto, se suprimía esta procesión solemne por las galerías, llegando directamente el cortejo a la capilla.

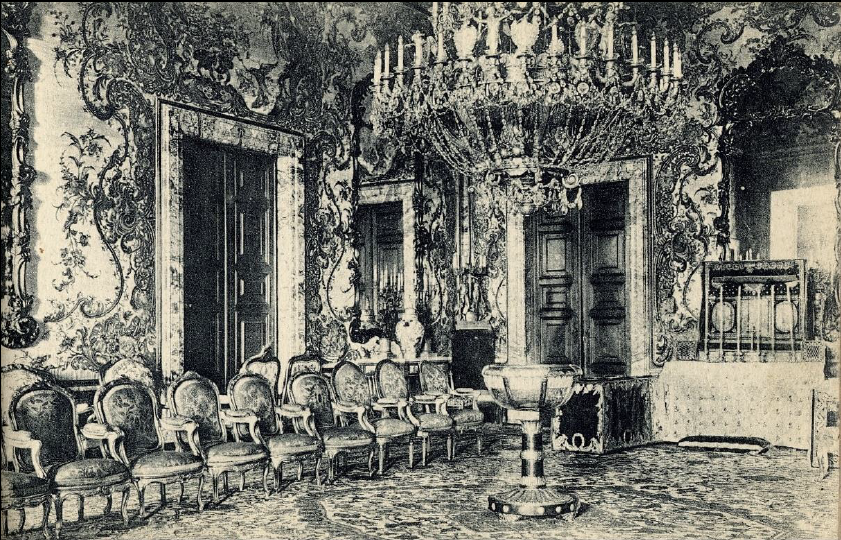
El salón de Gasparini preparado para el bautismo de un infante de gracia, el del infante Luis Alfonso de Baviera en 1906.

Desde el bautismo del futuro Felipe IV, se utilizó la Pila de Santo Domingo de Guzmán para bautizar a los príncipes e infantes.
Como en el caso de otras ceremonias palatinas, en el reinado de Isabel II de España, quedó fijado el ceremonial que permanecería en vigor hasta la caída de la monarquía española en 1931. Especial interés revistió el bautizo de Alfonso XIII por ser un bautizo de un monarca reinante.Mientras que los infantes por nacimiento, principalmente hijos de rey, eran bautizados en la capilla del Palacio Real; los infantes de gracia eran bautizados en el salón de Gasparini.
Después de 1931, no se recuperaría el ceremonial tradicional de los bautismos reales en España, aunque sí alguno de sus elementos como el uso de agua del río Jordán o la Pila de Santo Domingo de Guzmán. En la década de 1960 el entonces príncipe Juan Carlos de Borbón celebraría el bautismo de sus tres hijos en su residencia madrileña, el palacio de la Zarzuela. Posteriormente, en las décadas de 1990 y los 2000, los bautismos de los nietos del ya rey Juan Carlos I se llevaron a cabo en una forma parecida a la de sus padres, con la diferencia de que alguno de ellos se celebró al aire libre, en los jardines del palacio de la Zarzuela.

## Desarrollo

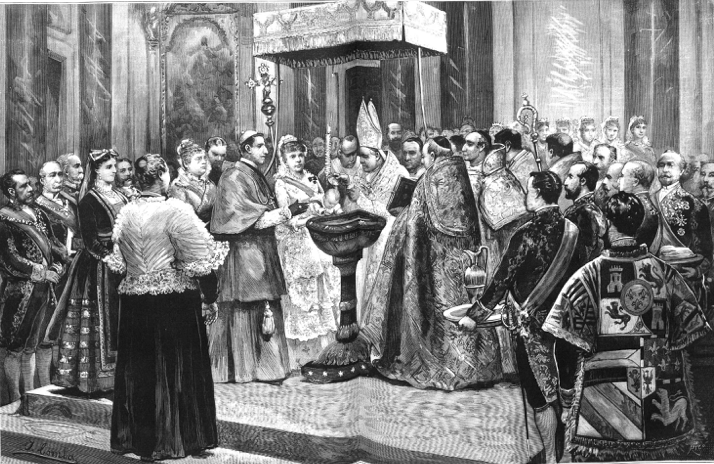
Bautizo de Alfonso XIII en 1886.

Hacia el último cuarto del siglo XIX había quedado fijado el ceremonial que se mantuvo hasta 1931.
Este comenzaba reuniéndose el alto personal palatino en la antecámara, donde se reunía el alto personal palatino que participaba en el bautismo. En la antecámara se encontraban también siete bandejas de oro sobre las que se disponían las siete insignias del bautismo, para ser llevadas ceremonialmente en procesión a la capilla junto con el neófito.
Mientras tanto en la capilla real, esperando en tribunas destinadas al efecto se hallaban las autoridades y personalidades invitadas, así como el Capellán Mayor y los sumilleres de cortina, capellanes de honor y otros miembros del personal de la Real Capilla. 
Comenzaba la posesión de acuerdo con el orden siguiente: 
1. Maceros[Nota 4]
2. Gentileshombres de casa y boca
3. Mayordomos de semana
4. Maceros
5. Grandes de España cubiertos
6. Gentilhombre de servicio
7. Grandes de España que portaban las insignias del bautismo: (i) salero y algodones, (ii) capillo, (iii) aguamanil, (iv) jarro, (v) toalla, (vi) vela y (vii) mazapán.
8. El neófito en manos de su aya, y flanqueado por sus padrinos o sus representantes.
9. En su caso, personas de la familia real.[Nota 5]
10. Alto personal al servicio de las personas de la familia real.
11. Oficiales mayores del Cuerpo de Alabarderos.
12. Música del Cuerpo de Alabarderos.

Llegados a la capilla real se realizaba la ceremonia del bautismo, y después se volvía de nuevo ceremonialmente a la cámara.

### Individuales
1. ↑  Simal, Mercedes (1 de enero de 2012). «“Una mirada a la corte de Felipe V: el bautizo de la infanta Isabel en el palacio del Buen Retiro, obra de Antonio González Ruiz”». Goya, núm. 339, 2012, pp. 146-161. Consultado el 3 de abril de 2022.
2. ↑  «Historia de las pilas bautismales de la Familia Real española». HOLA. 22 de diciembre de 2005. Consultado el 16 de noviembre de 2023.
3. ↑  «Pila bautismal de Santo Domingo». Orden de Predicadores. 7 de mayo de 2019. Consultado el 7 de abril de 2022.
4. ↑  Valdivieso, Enrique (2018). «Rafael Benjumea, pintor romántico sevillano al servicio de Isabel II». Boletín de la Real academia Sevillana de Buenas Letras: Minervae Baeticae (46): 227-252. ISSN 0214-4395. Consultado el 10 de junio de 2023.
5. ↑  «Relación de la Mayordomía de S. M. referente al bautizo de S. M. el Rey verificado el día anterior.». Gaceta de Madrid (143). 23 de mayo de 1886. p. 539. Consultado el 30 de diciembre de 2019.
6. ↑  Mateos Martín, Mario (2022). «Lo que Gasparini no imaginó para la cámara de Carlos III en el Palacio Real de Madrid». Libros de la Corte (25): 120-151. ISSN 1989-6425. Consultado el 11 de octubre de 2023.
7. ↑  «Con asistencia del Jefe del Estado y la señora de Franco se celebró ayer el bautizo de Elena, primogénita de don Juan Carlos y doña Sofía.». ABC (18.029). 28 de diciembre de 1963. p. 63.
8. ↑  «Con asistencia del Jefe del Estado y su esposa Cristina de Borbón fue bautizada ayer.». ABC. 22 de junio de 1965. p. 63.
9. ↑  «Presentación de Cristina de Borbón a los periodistas». ABC. 16 de junio de 1965.
10. ↑  «El primer nieto de los Reyes fue bautizado en una sencilla ceremonia en el Palacio de la Zarzuela». ABC. 5 de octubre de 1998. pp. 10-15.
11. ↑  «Bautizo de la primera nieta de los Reyes». ABC. 12 de octubre de 2000. pp. 4-5.
12. ↑  Mínguez, Carlos (16 de enero de 2006). «La Infanta Leonor sólo abrió los ojos en su bautizo al recibir el agua del río Jordán». El Mundo. EFE.
13. ↑  Agencias (17 de julio de 2007). «La Infanta Sofía recibe el bautismo en los jardines del Palacio de La Zarzuela». El Mundo.
14. ↑  Sanz, D. (15 de septiembre de 2008). «La Infanta Leonor: 'Hoy empiezo el cole de mayores'». El Mundo.